# Paolo di Giovanni Fei
Paolo di Giovanni Fei, italijanski slikar, * 1345, † 1411.